# 北海道議会
北海道議会（ほっかいどうぎかい、英: Hokkaido Legislative Assembly）は、日本の地方議会。北海道の議決機関。

## 概要
現在の議会庁舎は2020年5月から使用されている。地上6階・地下1階。1951年2月竣工の旧議会庁舎は老朽化のため解体された。
任期は4年。議会解散が実施されれば任期満了前であっても議員任期は終了する。

### 役員
- 議長：村田憲俊（第32代、自由民主党・道民会議）
- 副議長：高橋亨（第34代、民主・道民連合）

### 定例会と臨時会
定例会と臨時会のいずれも知事が招集して開会される。
定例会
年4回開会。道政方針や予算などの重要事項について審議する。
臨時会
特に緊急事案が生じた場合か、議員定数の4分の1以上の議員から請求があった場合に開会。

### 委員会
常任委員会は以下の9つの委員会が設置されている。特定案件について審議・調査する必要がある場合に設けられる特別委員会は現在7つ設置されている。
| 委員会名       | 定数（人） | 委員長名（所属会派）         | 副委員長名（所属会派）         |
| -------------- | ---------- | ---------------------------- | ------------------------------ |
| 総務委員会     | 12         | 花崎勝（自民党・道民会議）   | 藤川雅司（民主・道民連合）     |
| 総合政策委員会 | 11         | 中山智康（結志会）           | 久保秋雄太（自民党・道民会議） |
| 環境生活委員会 | 11         | 荒当聖吾（公明党）           | 道見泰憲（自民党・道民会議）   |
| 保健福祉委員会 | 11         | 沖田清志（民主・道民連合）   | 船橋賢二（自民党・道民会議）   |
| 経済委員会     | 11         | 松山丈史（民主・道民連合）   | 大越農子（自民党・道民会議）   |
| 農政委員会     | 11         | 中野秀敏（自民党・道民会議） | 清水拓也（自民党・道民会議）   |
| 水産林務委員会 | 11         | 三好雅（自民党・道民会議）   | 菅原和忠（民主・道民連合）     |
| 建設委員会     | 11         | 村木中（自民党・道民会議）   | 白川祥二（結志会）             |
| 文教委員会     | 11         | 笠井龍司（自民党・道民会議） | 畠山みのり（民主・道民連合）   |

| 委員会名       | 定数（人） | 委員長名（所属会派）         | 副委員長名（所属会派）     |
| -------------- | ---------- | ---------------------------- | -------------------------- |
| 議会運営委員会 | 14         | 吉田祐樹（自民党・道民会議） | 松山丈史（民主・道民連合） |

| 委員会名                                   | 定数（人） | 委員長名（所属会派）         | 副委員長名（所属会派）       |
| ------------------------------------------ | ---------- | ---------------------------- | ---------------------------- |
| 産炭地域振興・エネルギー問題調査特別委員会 | 17         | 東国幹（自民党・道民会議）   | 浅野貴博（自民党・道民会議） |
| 北方領土対策特別委員会                     | 17         | 松浦宗信（自民党・道民会議） | 小岩均（民主・道民連合）     |
| 新幹線・総合交通体系対策特別委員会         | 16         | 中司哲雄（自民党・道民会議） | 中野渡志穂（公明党）         |
| 人口減少問題・地方分権改革等調査特別委員会 | 16         | 佐藤伸弥（結志会）           | 加藤貴弘（自民党・道民会議） |
| 少子・高齢社会対策特別委員会               | 16         | 笹田浩（民主・道民連合）     | 千葉英也（自民党・道民会議） |
| 食と観光対策特別委員会                     | 16         | 市橋修治（民主・道民連合）   | 丸岩浩二（自民党・道民会議） |
| 北海道地方路線問題調査特別委員会           | 16         | 喜多龍一（自民党・道民会議） | 三津丈夫（民主・道民連合）   |

## 会派
| 会派名                                                    | 議員数 | 所属党派              | 女性議員数 | 女性議員の比率(%) |
| --------------------------------------------------------- | ------ | --------------------- | ---------- | ----------------- |
| 自由民主党・道民会議北海道議会議員会 （自民党・道民会議） | 54     | 自由民主党            | 5          | 9.3               |
| 民主・道民連合                                            | 26     | 立憲民主党25・無所属1 | 6          | 23.1              |
| 北海道結志会                                              | 9      | 無所属                | 1          | 0                 |
| 公明党                                                    | 8      | 公明党                | 2          | 25                |
| 日本共産党                                                | 2      | 日本共産党            | 2          | 66.67             |
| 維新・大地                                                | 1      | 日本維新の会          | 1          | 100               |
| 定数                                                      | 100    |                       | 17         | 17                |

出典：北海道議会ホームページ「北海道議会議員選挙区別・会派一覧（R5.5.2現在）」

## 各選挙区の定数・区域・選出議員
- 選挙区数：47

| 選挙区名         | 定数 | 選出議員                                                                                                   |
| ---------------- | ---- | --- |
| 札幌市中央区     | 3    | 千葉英守（自民）、檜垣尚子（自民）、藤川雅司（立憲）                                                       |
| 札幌市北区       | 4    | 山根理広（立憲）、吉川隆雅（自民）、道見泰憲（自民）、中野渡志穂（公明）                                   |
| 札幌市東区       | 4    | 渡邊靖司（自民）、阿知良寛美（公明）、渕上綾子（立憲）、宮川潤（共産）                                     |
| 札幌市白石区     | 3    | 伊藤条一（自民）、広田まゆみ（立憲）、森成之（公明）                                                       |
| 札幌市厚別区     | 2    | 花崎勝（自民）、菅原和忠（立憲）                                                                           |
| 札幌市豊平区     | 3    | 吉田祐樹（自民）、大越農子（自民）、松山丈史（立憲）                                                       |
| 札幌市清田区     | 2    | 宮下准一（自民）、梶谷大志（立憲）                                                                         |
| 札幌市南区       | 2    | 丸岩浩二（自民）、畠山みのり（立憲）                                                                       |
| 札幌市西区       | 3    | 和田敬友（自民）、武田浩光（立憲）、欠員1                                                                  |
| 札幌市手稲区     | 2    | 角谷隆司（自民）、須田靖子（立憲）                                                                         |
| 函館市           | 5    | 川尻秀之（自民）、佐々木俊雄（自民）、平出陽子（立憲）、高橋亨（立憲）、志賀谷隆（公明）                   |
| 小樽市           | 3    | 八田盛茂（自民）、佐藤禎洋（自民）、菊地葉子（共産）                                                       |
| 旭川市           | 6    | 安住太伸（自民）、松本将門（立憲）、真下紀子（共産）、寺島信寿（公明）、宮崎アカネ（立憲）、林祐作（自民） |
| 室蘭市           | 2    | 千葉英也（自民）、滝口信喜（結志）                                                                         |
| 釧路市           | 4    | 小畑保則（自民）、笠井龍司（自民）、壬生勝則（立憲）、田中英樹（公明）                                     |
| 帯広市           | 3    | 清水拓也（自民）、村田光成（自民）、三津丈夫（立憲）                                                       |
| 北見市           | 2    | 船橋賢二（自民）、鈴木一磨（立憲）                                                                         |
| 岩見沢市         | 2    | 村木中（自民）、中川浩利（立憲）                                                                           |
| 網走市           | 1    | 佐藤伸弥（結志）                                                                                           |
| 苫小牧市         | 3    | 遠藤連（自民）、沖田清志（民主）、安藤邦夫（公明）                                                         |
| 稚内市           | 1    | 吉田正人（自民）                                                                                           |
| 江別市           | 2    | 木葉淳（立憲）、星克明（自民）                                                                             |
| 名寄市           | 1    | 中野秀敏（自民）                                                                                           |
| 根室市           | 1    | 松浦宗信（自民）                                                                                           |
| 千歳市           | 2    | 梅尾要一（自民）、太田憲之（自民）                                                                         |
| 滝川市           | 1    | 大河昭彦（結志）                                                                                           |
| 登別市           | 1    | 赤根広介（結志）                                                                                           |
| 恵庭市           | 1    | 田中芳憲（自民）                                                                                           |
| 伊達市           | 1    | 中山智康（結志）                                                                                           |
| 北広島市         | 1    | 小岩均（立憲）                                                                                             |
| 北斗市           | 1    | 滝口直人（自民）                                                                                           |
| 空知地域         | 4    | 植村真美（自民）、稲村久男（立憲）、白川祥二（結志）、荒当聖吾（公明）                                     |
| 石狩地域         | 2    | 佐々木大介（自民）、池端英昭（無所属）                                                                     |
| 後志地域         | 2    | 村田憲俊（自民）、市橋修治（立憲）                                                                         |
| 胆振地域         | 1    | 神戸典臣（自民）                                                                                           |
| 日高地域         | 2    | 藤沢澄雄（自民）、金岩武吉（結志）                                                                         |
| 渡島地域         | 2    | 冨原亮（自民）、笹田浩（民主）                                                                             |
| 檜山地域         | 1    | 内田尊之（自民）                                                                                           |
| 上川地域         | 3    | 竹内英順（自民）、本間勲（自民）、北口雄幸（立憲）                                                         |
| 留萌地域         | 1    | 浅野貴博（自民）                                                                                           |
| 宗谷地域         | 1    | 三好雅（自民）                                                                                             |
| オホーツク東地域 | 1    | 髙橋文明（自民）                                                                                           |
| オホーツク西地域 | 2    | 久保秋雄太（自民）、新沼透（結志）                                                                         |
| 十勝地域         | 4    | 喜多龍一（自民）、大谷亨（自民）、池本柳次（結志）、小泉真志（立憲）                                       |
| 釧路地域         | 1    | 桐木茂雄（自民）                                                                                           |
| 根室地域         | 1    | 中司哲雄（自民）                                                                                           |

- 夕張市の区域、芦別市の区域、赤平市の区域、三笠市の区域、砂川市の区域、歌志内市の区域、深川市の区域、美唄市の区域及び空知総合振興局所管区域を合わせて一選挙区とし、これを空知地域という
- 石狩市の区域及び石狩振興局所管区域を合わせて一選挙区とし、これを石狩地域という
- 士別市の区域、富良野市の区域及び上川総合振興局所管区域を合わせて一選挙区とし、これを上川地域という
- 留萌市の区域と留萌振興局の所管区域を合わせた区域を合わせて一選挙区とし、これを留萌地域という
- 紋別市の区域とオホーツク総合振興局の所管区域（佐呂間町、遠軽町、湧別町、滝上町、興部町、西興部村及び雄武町の区域に限る。）を合わせて一選挙区とし、これをオホーツク西地域という

## 歴史
- 1901年（明治34年）
  - 3月 - 北海道会法、北海道地方費法制定。
  - 8月10日 - 初の道会議員選挙。議員定数35名、任期は3年。
  - 10月21日 - 第1回道会が庁立札幌中学（現・札幌南高等学校の前身）の屋内運動場を仮議場として開会される。
- 1947年（昭和22年） 
  - 4月30日 - 戦後初の道議会議員選挙。定数81議席
  - 5月3日 - 日本国憲法施行と併せて地方自治法が施行される。これにより北海道会は北海道議会に改められる。
- 1951年（昭和26年）
  - 議事堂議場部分を竣工[2]。
- 1952年（昭和27年）
  - 2月23日 - 北海道議会開設50周年と（旧）議事堂落成の記念式典。執務室部分が竣工[2]、議場の使用が開始される。
- 1957年（昭和32年）
  - 議事堂西側部分を増築[2]。
- 1962年（昭和37年）
  - 議事堂執務室南西部分を増築[2]。
- 1964年（昭和39年）
  - 議事堂執務室北西部分を増築[3][2]。
- 1995年（平成7年）
  - 12月 - 旧改築計画を決定、1998年着工・2001年竣工予定とした[3]。
- 1996年（平成8年）
  - 新庁舎改築に向け設計コンペを実施[4][5]。
- 1997年（平成9年）
  - 財政難に伴い庁舎改築計画を凍結[4]。
- 2013年（平成25年）
  - 外壁落下などの老朽化や耐震性不足等を背景として具体的な改築検討を再開[3]。
- 2014年（平成26年）
  - 新庁舎基本構想を策定[3]。
- 2018年（平成30年）
  - 3月 - 新庁舎着工。設計は日本設計・ドーコン共同体、施工は大成建設・伊藤組土建・宮坂建設工業共同体、岩田地崎建設・岩倉建設・田中組共同体が担当[6]。
- 2020年（令和2年）
  - 6月1日 - 新庁舎の使用が開始される[6]。

## 事務局組織
- 議会事務局[7]
  - 総務課
  - 議事課
  - 政策調査課
  - 秘書室

## 選挙

### 選挙結果
| 選挙回 | 年月日                    | 定数 | 第1党         | 第2党         | 第3党        | 第4党        | 第5党          | その他 |
| ------ | ------------------------- | ---- | ------------- | ------------- | ------------ | ------------ | -------------- | ------ |
| 第10回 | 1983年（昭和58年）4月10日 | 110  | 自由民主党 52 | 日本社会党 29 | 公明党 6     | 日本共産党 1 |                | 22     |
| 第11回 | 1987年（昭和62年）4月12日 | 110  | 自由民主党 45 | 日本社会党 31 | 公明党 7     | 日本共産党 4 | 民社党 1       | 22     |
| 第12回 | 1991年（平成3年）4月7日   | 110  | 自由民主党 46 | 日本社会党 29 | 公明党 6     | 日本共産党 2 | 民社党 1       | 26     |
| 第13回 | 1995年（平成7年）4月9日   | 110  | 自由民主党 43 | 日本社会党 23 | 公明 6       | 新進党 3     | 日本共産党 2   | 33     |
| 第14回 | 1999年（平成11年）4月11日 | 110  | 自由民主党 44 | 民主党 25     | 日本共産党 6 | 公明党 5     |                | 30     |
| 第15回 | 2003年（平成15年）4月13日 | 110  | 自由民主党 47 | 民主党 24     | 公明党 6     | 日本共産党 4 |                | 29     |
| 第16回 | 2007年（平成19年）4月8日  | 106  | 自由民主党 46 | 民主党 35     | 公明党 7     | 日本共産党 2 |                | 16     |
| 第17回 | 2011年（平成23年）4月10日 | 104  | 自由民主党 44 | 民主党 34     | 公明党 8     | 日本共産党 1 |                | 17     |
| 第18回 | 2015年（平成27年）4月12日 | 101  | 自由民主党 49 | 民主党 24     | 公明党 8     | 日本共産党 4 |                | 16     |
| 第19回 | 2019年（平成31年）4月7日  | 100  | 自由民主党 51 | 立憲民主党 24 | 公明党 8     | 日本共産党 3 |                | 14     |
| 第20回 | 2023年（令和5年）4月9日   | 100  | 自由民主党 54 | 立憲民主党 24 | 公明党 8     | 日本共産党 2 | 日本維新の会 1 | 11     |

## 議員報酬と諸手当
| 役職   | 報酬             | 期末手当         | 政務活動費      | 合計支給額        |
| ------ | ---------------- | ---------------- | --------------- | ----------------- |
| 議長   | 月額 116万0000円 | 年間 563万4700円 | 月額 43万0000円 | 年間 2471万4700円 |
| 副議長 | 月額 104万0000円 | 年間 505万1800円 | 月額 43万0000円 | 年間 2269万1800円 |
| 議員   | 月額 90万0000円  | 年間 437万1750円 | 月額 43万0000円 | 年間 2033万1750円 |

- 「北海道議会議員の議員報酬及び費用弁償等に関する条例」により規定。[11][12]
- 「北海道議会の会派及び議員の政務活動費に関する条例」第4条、第5条 議員個人とは別に会派毎に、一か月当たり、10万円に当該会派の所属議員数を乗じて得た額とする。（一部抜き書き）により規定。[13]

## 主な道議会出身者
太字は、現職の道議会議員。
| - 自民党 - 中村裕之（衆議院議員） - 東国幹（衆議院議員） - 伊東良孝（衆議院議員、元・釧路市長） - 岩本剛人（参議院議員） - 船橋利実（参議院議員、元・衆議院議員） - 立憲民主党 - 道下大樹（衆議院議員） - 勝部賢志（参議院議員） - 公明党 - 佐藤英道（衆議院議員） - 横山信一（参議院議員） - 前田一男（衆議院議員） - 小林千代美（衆議院議員） - 浅野貴博（衆議院議員） - 高木宏壽（衆議院議員） - 稲津久（衆議院議員） - 堀井学（衆議院議員） - 佐々木隆博（衆議院議員） - 吉川貴盛（衆議院議員） - 伊達忠一（参議院議員） - 今津寛（衆議院議員） - 清水誠一（衆議院議員） - 武部勤（衆議院議員） - 佐藤静雄（衆議院議員） - 中川義雄（参議院議員） - 岩本政光（参議院議員） - 岩本政一（参議院議員） - 渡辺省一（衆議院議員） - 山本市英（衆議院議員） - 林路一（衆議院議員） - 岡田春夫（衆議院議員） - 阿部文男（衆議院議員） - 塚田庄平（衆議院議員） - 木下成太郎（衆議院議員） - 北村義和（衆議院議員） - 西田信一（参議院議員） | - 鶴間秀典（釧路市長） - 前田康吉（滝川市長） - 原田裕（恵庭市長） - 若狭靖（厚岸町長） - 菅原功一（元・旭川市長） - 山口幸太郎（元・千歳市長） - 蝦名大也（元・釧路市長） - 小谷毎彦（元・北見市長） - 板谷実（元・苫小牧市長） - 高橋定敏（元・留萌市長） - 尾崎豊（元・中標津町長） - 酒井芳秀（元・新ひだか町長） - 高木繁光（元・日本消防協会会長） - 荒井幸作（実業家） - 大越農子（元・漫画家） - 鶴羽佳子（元・アナウンサー） - 石林清（実業家） - 小野寺秀（評論家） |  |

## その他

### 答弁調整
道議会では質疑内容を事前に道側と議会が擦り合わせる答弁調整の慣行があり、行政の監視機能の低下などの弊害が指摘されている。

#### 「一番ひどい議会」発言
2007年9月18日に開かれた政府の地方分権改革推進委員会において、前鳥取県知事の片山善博が「ほとんどの自治体の議会で八百長と学芸会をやっている。一番ひどいのが北海道議会」と名指しで発言。答弁の内容を事前にすり合わせし、議場で答弁書を棒読みする姿勢などを厳しく非難した。この発言に対し、北海道議会側は現状を十分に理解せず一方的だとして議長・釣部勲（当時）の名で抗議文を提出した。

#### 答弁調整の見直し
歴代北海道知事の堀達也知事や高橋はるみ知事から答弁調整の見直しが提唱されていたが廃止には至らなかった。2021年、議長に選出された小畑保則議長は答弁調整の見直しを示唆している。

### 議場コンサート
毎年1～2回、定例会本会議1日目の昼休みに各方面で活躍されている音楽家を議場に招いて「議場コンサート」を開催している。これは音楽愛好家の議員で組織する「北海道議会文化・音楽議員連盟」が1994年から実施しているものであり、現在までに20回以上議場内で演奏会などがおこなわれている。この「議場コンサート」は一般道民も鑑賞することができ、形式上「傍聴」なので料金を徴収することもない。